# NGC 4931
NGC 4931 este o galaxie lenticulară situată în constelația Părul Berenicei. A fost descoperită în 10 mai 1863 de către Heinrich Louis d'Arrest. Se află la o distanță de 78,8 de megaparseci de Pământ.